# Earth 2150
Earth 2150, також відома як Earth 2150: Escape from the Blue Planet — відеогра, стратегія в реальному часі, розроблена Reality Pump Studios і видана в 2000 році TopWare Interactive. Гра є продовженням Earth 2140. Має продовження Earth 2160 та два доповнення: Earth 2150: The Moon Project, та Earth 2150: Lost Souls.
Попри схожість назви та ігрового процесу, гра не пов'язана з Warzone 2100.
Сюжет базується на війні за ресурси між трьома фракціями людства, які готуються покинути Землю, що наближається до Сонця через минулу ядерну війну.

## Ігровий процес

База і війська СЦШ

### Основи
Гравець керує розвитком військової бази, де будує споруди, збирає ресурси, проєктує і будує бойові машини, щоб перемогти противника. База складається з таких споруд, як заводи, дослідницькі центри, посадкові майданчики авіації, оборонні вишки тощо. Їх створюють будівельні машини, які також можуть рити траншеї чи зводити стіни. Будівництво споруд, створення військ і вивчення вдосконалень вимагають ресурсів. Вони добуваються з-під землі у формі руди спеціальними юнітами, які транспортують руду в очисники, де вона переробляється у кредити. Робота споруд вимагає енергопостачання і вони можуть функціонувати тільки неподалік від електростанцій. На деякі споруди можна встановлювати різну оборонну зброю на вибір гравця. Існує можливість рити тунелі та входити й виходити ними крізь спеціальні бункери.
Погодні умови та час доби впливають на прохідність місцевості. Так, розмитою дощем дорогою важче проїхати, а зранку землю вкриває туман. Всі будівлі і техніка оснащені фарами й прожекторами для ведення нічних боїв. Для маскування освітлення можна вимикати. Гра має кілька камер огляду. За бажанням можна встановити спостереження за потрібними ділянками, що здійснюється в режимі розділеного екрану.
Бойові машини поділяються на наземні, авіацію та флот. Кожна машина складається з шасі та зброї, поєднуючи їх, гравець створює нові моделі та запускає їх у виробництво на відповідних заводах. Володіючи дослідним центром, гравець вивчає нові шасі та зброю. Шаблони техніки можливо редагувати та видаляти, підбираючи тим самим оптимальний склад армії. Додатково вдосконалюються боєприпаси, що збільшує ефективність зброї. Запас боєприпасів обмежений, він повинен періодично поновлюватися з допомогою вантажних транспортників. На заводах можливо конструювати як юніти поодинці, так і задавати їх безперервне виробництво.
Війська з часом накопичують досвід, що збільшує їхні характеристики. Юнітам доступні різні типи поведінки. Наприклад, строге виконання наказів, коли вони не діятимуть без прямої вказівки гравця, патрулювання і т. ін.
У кампанії гравець має 182 дні на завершення сюжету, що відображається в реальній зміні дня/ночі. В міру наближення Землі до Сонця ландшафти змінюються від замерзлих і пустельних до вулканічних, що крім того показується у відеовставках у вигляді випусків новин. Мета кампаній полягає в добуванні достатньої кількості ресурсів для будівництва евакуаційних космічних кораблів кожної фракції. Головна база в кампанії безпосередньо не присутня на полі бою, а знаходиться глибоко в тилу, слугуючи місцем проведення розробок та перекидання сил на бази конкретної місії. По завершенню битви війська можна перевезти на головну базу і використовувати в подальших місіях.

### Ігрові фракції

#### Сполучені Цивілізовані Штати (СЦШ)
Демократична держава, яка контролює Північну і Південну Америку, Австралію, Південну Африку і Антарктиду. СЦШ покладаються на використання роботів у всіх сферах життя. Під проводом президента Джонатана Свампа, вчені СЦШ створили комп'ютер GOLAN, який був головнокомандувачем армії СЦШ. Потужності цього комп'ютера у багато разів перевершували можливості людини. В 2138 на зміну цій системі прийшла модифікація — GOLAN II, яка повністю взяла на себе координування бойових дій.
Техніка СЦШ потужна, проте повільна. На її озброєнні перебувають крокуючі роботи з кулеметами, ракетами та новітніми напрочуд сильними плазмовими гарматами. СЦШ використовує ефективні атомні електростанції, а надзброєю є потужні стаціонарні плазмові батареї, постріли яких відбиваються від орбітальних супутників в будь-яку точку світу.

#### Євразійська Династія (ЄД)
Займає територію від Східної Європи до Аляски. Історично Євразійська Династія є наступницею Росії і Китаю. Головним суперником ЄД виступають СЦШ.
ЄД використовує традиційні технології, засновані на зразках XX століття. Досі користується слабкими вугільними електростанціями і добуванням ресурсів з шахт, після чого мусить додатково їх очищувати. Основні війська ЄД озброєні кулеметами, артилерійськими і ракетними установками, а більш просунуті одиниці можуть мати лазерні та іонні установки. Лазери в грі використовуються для передачі тепла, швидко нагріваючи ворожу бойову одиницю, поки не вибухне її боєзапас або двигун, миттєво знищуючи юніт. Якщо перервати промінь, ворог швидко остигає, не отримавши ушкоджень. В розпорядженні ЄД знаходяться великі запаси ядерних ракет, що залишилися від Третьої світової війни, котрі й слугують суперзброєю.

#### Місячна Корпорація (МК)
Походить від місячних колоністів, які у 2018 році спільними зусиллями провідних країн заселили Місяць в рамках програми «Селена». Коли на Землі почалася енергетична криза, переселенців покинули напризволяще. Через хвороби в колоніях, внаслідок яких померло багато чоловіків, соціальний лад жителів Місяця змінився на пацифістський матріархат. Місячна Корпорація розробила такі технології, як антигравітація. Після того, як орбіта Землі стала змінюватися (а разом з нею і орбіта Місяця), МК довелося вступити в протиборство з іншими фракціями за контроль над земними ресурсами, щоб завершити свою програму переселення на Марс.
МК не зводить будівлі за допомогою різної будівельної техніки, а транспортує готові конструкції з орбіти. Відповідно, вона позбавлена можливості будувати мости, тунелі тощо. Ресурси добуваються з родовищ автоматично спеціальною спорудою. Зброя Корпорації є адаптацією мирних технологій: електро-гармати, звукова зброя тощо. Дослідження земної погоди дозволило Корпорації створити машину, здатну впливати на неї — вона дозволяє викликати або гасити бурі, снігопади і навіть ініціювати метеоритні дощі. Техніка та споруди МК здатні без участі ремонтників повільно, але безкоштовно, відновлювати свою міцність, якщо не зазнають атаки.

## Сюжет
Комп'ютер GOLAN, командувач військами СЦШ, розв'язав окупацію Британських островів, що вилилося в десятирічну війну з Євразійською Династією. В ході війни було застосовано ядерну зброю, що змінило орбіту Землі. Планета продовжує наближатися до Сонця, через що кожна фракція береться за власні проєкти космічних кораблів для колонізації Марса, для чого потрібні ресурси.

### Кампанія СЦШ
Сполучені Цивілізовані Штати засилають війська на Урал, щоб захопити ресурси. Після успішного виконання завдання війська два дні обороняють базу в Антарктиці та випробовують взяті звідти технології риття тунелів і телепортації. Завдяки їм вдається заволодіти новими покладами руд в Арктиці та підготувати війська для висадки біля Байкалу. Звідти СЦШ встановлюють зв'язок зі своїми роботами та знищують армію Євразійської Династії в регіоні. Вороги вторгаються на Аляску, але їх вдається вибити звідти, після чого атакувати оплот ЄД в Японії. СЦШ отримують на озброєння плазмову зброю, з якою розбивають окупантів Місячної Корпорації що прорвалися в Північну Америку. Якщо місія в Японії була успішною, СЦШ наступає на бази ЄД і захоплює звідти прототипи техніки. В іншому разі доводиться захищати власні заводи. Завершивши останні приготування, СЦШ об'єднуються з МК та захищають їхні позиції в Індії та на Мадагаскарі. Спільна армія звільняє від ЄД Австралію. В разі, якщо місію в Індії провалено, СЦШ не формує з МК альянсу та воює на два фронти. Врешті армія входить у Південну Америку, де добуває останні запаси руди. Величезний корабель Сполучених Цивілізованих Штатів відлітає від Землі саме перед тим, як її поглинає Сонце, та ледве уникнувши знищення, губиться в космосі.

### Кампанія ЄД
Євразійська династія збирає на Уралі ресурси та вислідковує і знищує сили СЦШ в Арктиці поблизу своїх кордонів. Якщо гравець виявив таємну радіопередачу, відкривається місія в Арктиці з пошуку таємних даних про розробки СЦШ. Невдовзі ЄД розробляє лазерну зброю та захищає свої дослідні центри від Місячної Корпорації. Після цього Династія випробовує цю зброю на ворогах і вторгається в Канаду та Аляску. Там вона захоплює секретні відомості про військові розробки та руйнує низку баз. Династії вдається атакувати важливі ворожі об'єкти в Японії та просунутися крізь Північну Америку. Війська входять в Амазонію, де збирають останні ресурси та відправляють їх на кораблі. Перед тим, як Земля падає на Сонце, флот Євразійської династії встигає відлетіти до Марса.

### Кампанія МК
Місячна Корпорація висаджує війська на Уралі, де добуває ресурси. Вона тестує свої нові розробки та обороняє місце видобутку руди в Гімалаях. Після цього МК допомагає СЦШ повернути таємні документи і знищує дослідний центр ЄД на Камчатці. Війська захищають конвой СЦШ в Канаді та, підготувавши нові прототипи, атакує базу ЄД біля Байкалу. Один з потужних прототипів виходить з-під контролю і його доводиться знищити. Вибивши ЄД з Амазонії, Місячна Корпорація вдруге захищає конвой, після чого атакує оплот ЄД на Мадагаскарі. Після цього вона бореться з ЄД по всьому світу та зі зрадниками з СЦШ. Якщо в місії з оборони конвою гравець атакував СЦШ замість захищати, СЦШ обертаються проти МК і ті формують альянс з ЄД. Зрештою в Андах вдається добути вдосталь ресурсів, щоб спорядити корабель у глибини космосу перед тим, як Земля загине.

## Доповнення
- The Moon Project — видане 11 березня 2001 року. Надає нові деталі техніки та вдосконалений баланс фракцій. Сюжет розгортається паралельно до основної кампанії. МК знаходить на Місяці мережу споруд, створених іншопланетянами, котра приводить їх до установки, здатної завдати нищівного удару по Землі. Кампанія пропонує гру за СЦШ або МК, які намагаються відповідно знищити іншопланетну зброю, або скористатися нею[4].
- Lost Souls — видане 9 вересня 2002 року. Присвячене долі частини СЦШ, ЄД і МК, які лишилися на Землі після відльоту евакуаційних кораблів. Надає три кампанії за кожну фракцію, де вони намагаються все-таки здобути перемогу та знайти спосіб врятуватися з планети[5].

## Оцінки й відгуки
Earth 2150 зібрала на агрегаторі Metcaritic середню оцінку 78 балів зі 100.
IGN похвалили вражаючу на свій час графіку та змішання рис класичних RTS, суттєво відмінні протиборчі фракції та напружену кампанію. Також похвалу отримала музика, проте зауважувалося, що її псує озвучення юнітів. Підсумкова оцінка склала 8,9 балів з 10.
GameSpot назвали графіку вражаючою, проте надто вимогливою до системи. Було високо оцінено ігровий процес з його поєднанням класичних принципів і водночас нововведеннями на кшталт розділення екрана. Недоліками називалися складність керування групами юнітів і спецефекти, що гальмують гру. Оцінка склала 8,1 з 10.